# Hal (Name)
Hal ist eine mittelalterliche Koseform des englischen Vornamens Harry.

## Namensträger
- Hal Anger (1920–2005), US-amerikanischer Elektroingenieur und Biophysiker
- Hal Ashby (1929–1988), US-amerikanischer Filmregisseur
- Hal Blaine (1929–2019), US-amerikanischer Musiker
- Hal Clement (1922–2003), US-amerikanischer Science-Fiction-Schriftsteller
- Hal David (1921–2012), US-amerikanischer Songtexter
- Hal Draper (1914–1990), US-amerikanischer Sozialist, Marxismusforscher, Autor und Übersetzer
- Hal Duncan (* 1971), britischer Autor
- Hal Foster (1892–1982), US-amerikanischer Comic-Autor
- Hal Fowler (1927–2000), US-amerikanischer Pokerspieler
- Hal Greer (1936–2018), US-amerikanischer Basketballspieler
- Hal Harris (1920–1992), US-amerikanischer Gitarrist
- Hal Hartley (* 1959), US-amerikanischer Filmregisseur und Drehbuchautor
- Hal Holbrook (1925–2021), US-amerikanischer Schauspieler
- Hal Jackson (1915–2012), US-amerikanischer Moderator
- Hal Jordan (unbekannt), fiktiver Comic-Charakter, siehe Green Lantern#Hal Jordan
- Hal Ketchum (1953–2020), US-amerikanischer Country-Sänger
- Hal McKusick (1924–2012), US-amerikanischer Jazzmusiker
- Hal Needham (1931–2013), US-amerikanischer Stuntman, Regisseur, Schauspieler und Drehbuchautor
- Hal Nerdal (1927–2023), australischer Nordischer Kombinierer
- Hal Newhouser (1921–1998), US-amerikanischer Baseballspieler
- Hal Pereira (1905–1983), US-amerikanischer Filmausstatter
- Hal Riney (1932–2008), US-amerikanischer Werbetexter, Art Director, Regisseur in der Werbebranche und oscarnominierter Filmproduzent
- Hal Roach (1892–1992), US-amerikanischer Filmproduzent, Regisseur und Schauspieler
- Hal Scardino (* 1984), US-amerikanischer Filmschauspieler
- Hal Sparks (* 1969), US-amerikanischer Schauspieler und Komiker
- Hal Sutton (* 1958), US-amerikanischer Profigolfer
- Conrad Hal Waddington (1905–1975), britischer Entwicklungsbiologe, Paläontologe, Genetiker, Embryologe und Philosoph
- Hal B. Wallis (1898–1986), US-amerikanischer Filmproduzent
- Hal Willis (1933–2015), kanadischer Country- und Rockabilly-Musiker
- Hal Winkler (1892–1956), kanadischer Eishockeytorwart